# SixDegrees.org
SixDegrees.org est un site internet à but caritatif créé le 18 janvier 2007 par l'acteur américain Kevin Bacon. Basé sur le jeu créé d'après son nom, Six Degrees of Kevin Bacon, il s'inspire de l'étude du petit monde dans le but d'établir un réseau social de charité.
Il fait partie du réseau caritatif Network for Good.